# Les Métallos
Pour plus de détails, voir Fiche technique et Distribution.
Les Métallos est un film documentaire français réalisé par Jacques Lemare, sorti en 1938.
Le film a été réalisé à la demande de la Fédération de la métallurgie.

## Synopsis
Le film expose d'abord le déroulement d'une grève des métallurgistes. On y voit comment se tient une réunion syndicale, comment s'organisent les tours de parole et l'élaboration des revendications, puis dans un second temps, comment se déroule une occupation d'usine, dans ce qu'elle a de plus difficile mais aussi de festif (organisations de courses cyclistes par exemple). On note l'intervention de Jean-Pierre Timbaud au comité de grève.
Le film prend ensuite une autre tournure, avec la présentation des œuvres du Syndicat des métaux CGT. La fédération de la métallurgie, alors une des plus puissantes branches syndicales, peut en effet se targuer d'avoir ouvert de nombreux établissements de santé et d'éducation : polyclinique des Bluets, maison de repos de Vouzeron, colonie de vacances, école de réinsertion professionnelle.

## Fiche technique
- Titre : Les Métallos
- Prises de vues et réalisation : Jacques Lemare
- Montage : Laura Séjour
- Musique originale : Henri Lavallée
- 2e opérateur : Lordier
- Régisseur : Hiléro
- Ingénieur du son : Louis Bogé
- Production : Ciné-Liberté pour L'union syndicale des ouvriers et ouvrières métallurgistes et similaires de la Région Parisienne

## Contexte de production
Ce film fait partie de la trilogie syndicale commanditée par la CGT et réalisée par Ciné-Liberté pendant le Front populaire, avec Les Bâtisseurs de Jean Epstein et Sur les routes d'acier de Boris Peskine. C'est le plus ouvertement politique des trois films. Comme Sur les routes d'acier, le film présente également une séquence sur l'accueil d'enfants espagnols réfugiés.

## Lieux des tournages
- Boulogne-Billancourt - usines Renault sur l'Île Seguin.
- Bois-Colombes - l'usine automobile Hispano-Suiza.
- La Courneuve - aux usines Rateau (fabrique de turbines).
- 11e arrondissement de Paris.
- Polyclinique des Métallos - 9 rue des Bluets.
- Maison des Métallos - 94 rue Jean-Pierre Timbaud, alors rue d'Angoulême.
- Château de Vouzeron (Cher) - Centre de colonie de vacances.
- Parc de loisirs de Baillet à Baillet-en-France.